# Massamoordenaar
Een massamoordenaar is een persoon die meerdere mensen heeft vermoord.

## Definitie
De begrippen "massamoordenaar" en "seriemoordenaar" worden vaak door elkaar gebruikt. In de Verenigde Staten zijn verschillende pogingen gedaan om serial killer ter onderscheid van andere begrippen te definiëren op basis van criteria zoals aantal slachtoffers, verstreken tijd tussen de misdrijven, motivatie, geografische mobiliteit en keuze van slachtoffers. De mensen vermoord tijdens een massamoord staan met elkaar in verband; het zijn bijvoorbeeld mensen van dezelfde familie, of mensen die toevallig in hetzelfde gebouw aanwezig zijn.
Buiten de criminologie wordt de term "massamoord" vooral gebruikt met betrekking tot de Holocaust en andere gevallen van oorlogsmisdaden, zoals volkerenmoord.

### Mass casualty attack
In de VS definiëren de autoriteiten een active shooter als an individual actively engaged in killing or attempting to kill people in a confined and populated area, waarbij handelen voor potentiële slachtoffers, indien mogelijk, en voor autoriteiten, dus extreem urgent is. Ook wordt wel de term mass casualty attacker (MCA) gebruikt, die deels nauwkeuriger is (doden kan ook zonder schieten; anderzijds ontbreekt het woord "active") en meer omvat (het voorkomen of beperken van vermoorden en ernstig verwonden vergt dezelfde acties en is even urgent). Bijbehorende termen zijn active shooter situation en mass casualty attack.

## Massamoord op dieren
Net als het woord moordenaar wordt "massamoordenaar" meestal gebruikt voor iemand die mensen om het leven heeft gebracht, maar daarnaast verwijst men met deze term ook soms naar iemand die veel dieren heeft gedood.

## Motieven
De reden voor het plegen van meerdere moorden kan zijn:
- politiek van aard: politieke tegenstanders of concurrerende 'medestanders' uit de weg ruimen, vaak bij staatsgrepen.
- militair van aard: tegenstanders buiten gevecht stellen in een oorlog.
- etnisch van aard: een volk, dat als inferieur of ongewenst beschouwd wordt, vernietigen.
- religieus van aard: mensen die een ander of geen geloof aanhangen uitroeien.
- terroristisch van aard: angst aanjagen, maatschappelijke ontwrichting teweegbrengen.
- wraakzuchtig van aard: na een conflict wraak nemen op een groep of één persoon en diens omgeving.
- psychopathisch van aard: het gevolg van een geestesziekte.

## Massamoorden in België
- Massamoord door August Lambrecht, 1889
- Massamoord door Camille-Joseph van Laethem, 1953
- Tweevoudige moord en meer dan 20 gewonden door Odon Renard, 1979
- Michel Van Wijnendaele, 1987
- Viervoudige moord door Osman Calli, 2004
- Aanslag in Luik door Nordine Amrani, 2011

## Massamoorden in Nederland
- Moord in café 't Koetsiertje, door Cevdet Yılmaz, 1983
- Schietpartij in Alphen aan den Rijn, door Tristan van der Vlis, 2011
- Aanslag in Utrecht, door Gökmen Tanis, 2019